# Øksendalstunnel
Der Øksendalstunnel ist ein einröhriger Straßentunnel zwischen Krokshamn und Øksendalsøra in Sunndal in der norwegischen Provinz Møre og Romsdal. Er ersetzte die schmale und steinschlaggefährdete Straße über das Vettafjell.
Der Tunnel im Verlauf des Fylkesvei 62 ist 5966 m lang. Wie bei vielen norwegischen Straßentunneln gibt es bei bestimmten Witterungsbedingungen Schwierigkeiten mit beschlagenen Fahrzeugscheiben (Taupunkt).